# Paňovce
Paňovce es un municipio del distrito de Košice-okolie en la región de Košice, Eslovaquia, con una población estimada a final del año 2024 de 622 habitantes.
Se encuentra ubicado en el centro de la región, en la cuenca hidrográfica del río Sajó (afluente derecho del Tisza) y cerca de la frontera con la región de Prešov y con Hungría.

## Demografía
| Año        | 1994 | 2004    | 2014    | 2024    |
| ---------- | ---- | ------- | ------- | ------- |
| Población  | 571  | 567     | 589     | 622     |
| Diferencia |      | −0,70 % | +3,88 % | +5,60 % |

| Año        | 2023 | 2024    |
| ---------- | ---- | ------- |
| Población  | 612  | 622     |
| Diferencia |      | +1,63 % |